# Stupore e tremori
Stupore e tremori (Stupeur et tremblements) è un romanzo della scrittrice belga Amélie Nothomb, pubblicato nel 1999 e da lei stessa definito autobiografico. Nel 1999 ricevette il Grand Prix du roman dell'Académie française.

## Trama
La giovane Amélie inizia l'8 gennaio 1990 a lavorare per la Yumimoto, una grossa multinazionale giapponese. Crede di poter giovare alle attività dell'azienda grazie alla sua padronanza del francese e del giapponese. Nonostante cerchi di rendersi utile e porti a termine un progetto in modo brillante, viene denunciata dalla sua superiore, Fubuki Mori. La protagonista non si rende infatti conto di non aver rispettato la gerarchia e la complessa trama di rapporti che regolano la vita aziendale. Da quel momento in poi le verranno affidati gli incarichi più disparati, che non riuscirà mai a portare a termine in modo corretto. Continuerà a subire una lenta e umiliante retrocessione, fino ad assumere la degradante mansione di "guardiana dei cessi". Amélie non si perde d'animo, non cede alla tentazione del licenziamento e lavora fino alla scadenza naturale del contratto di lavoro, proprio come farebbe un giapponese, per non perdere il senso dell'onore.
Terminata l'atroce esperienza di lavoro, Amélie comincerà a scrivere...

## Temi
L'intero romanzo è segnato da una forte carica di ironia e critica verso la cultura lavorativa della civiltà giapponese che scaturisce dallo stupore e dallo smarrimento per un sistema che schiaccia ogni individualità, nel nome del formalismo gerarchico. Nelle pagine in cui viene esaminata la condizione della donna, il sorriso ironico scompare per lasciare spazio alla fredda rabbia e contrarietà della scrittrice.

## Edizioni
- Amélie Nothomb, Stupore e tremori, traduzione di Biancamaria Bruno, collana Amazzoni, Voland, 2000,  p. 120, ISBN 88-86586-72-8.
- Amélie Nothomb, Stupore e tremori, traduzione di Biancamaria Bruno, 5 ed., collana Le Fenici tascabili, Ugo Guanda editore, 2006,  p. 118, ISBN 978-88-8246-897-2.